# Jennie Tuttle Hobart
Esther Jane « Jennie » Tuttle Hobart (née le 30 avril 1849 à Paterson (New Jersey), morte le 8 janvier 1941) était la femme du vice-président des États-Unis américain Garret Hobart qui servit dans l'administration du président William McKinley.
Elle était fille d'un procureur, Socrates Tuttle, et de sa femme, Jane Winters. Elle épousa Garret Hobart à Paterson le 21 juillet 1869 au début de sa carrière d'avocat et d'homme politique. Elle eut deux enfants, Garret Jr, et Fannie qui mourut en 1895. Quand son mari fut élu vice-président en 1896, la famille s'installa à Washington DC. En tant que « deuxième dame des États-Unis » (titre informel qu'elle a popularisé), Jennie Hobart servit souvent d'hôtesse à la Maison-Blanche car la Première dame des États-Unis, Ida McKinley, souffrait d’épilepsie. 
Après la mort de son mari d'une crise cardiaque le 21 novembre 1899, elle retourna à Paterson et s'engagea dans des activités communautaires. C'était une proche amie de Mme McKinley et elle se précipita à Buffalo (New York) pour la soutenir lorsque son mari, le président McKinley, y fut assassiné en septembre 1901. Elle mourut de pneumonie à Haledon (New Jersey), où elle vivait dans la ferme de son fils. Elle fut enterrée au Cedar Lawn Cemetery à Paterson, New Jersey.

## Sources
1. ↑  Burstyn, Joan N. Past and Promise: Lives of New Jersey Women, p. 153, Syracuse University Press, 1997.  (ISBN 0815604181).

- New Jersey Women's History